# Zygosporium mycophilum
Zygosporium mycophilum är en svampart som först beskrevs av Paul Vuillemin, och fick sitt nu gällande namn av Pier Andrea Saccardo 1911. Zygosporium mycophilum ingår i släktet Zygosporium, divisionen sporsäcksvampar och riket svampar.   Inga underarter finns listade i Catalogue of Life.